# Ameridion
Ameridion is een geslacht van spinnen uit de familie van de Theridiidae (kogelspinnen).

## Soorten
- Ameridion armouri (Levi, 1959)
- Ameridion aspersum (F. O. P.-Cambridge, 1902)
- Ameridion atlixco (Levi, 1959)
- Ameridion bridgesi (Levi, 1959)
- Ameridion chilapa (Levi, 1959)
- Ameridion clemens (Levi, 1959)
- Ameridion cobanum (Levi, 1959)
- Ameridion colima (Levi, 1959)
- Ameridion lathropi (Levi, 1959)
- Ameridion malkini (Levi, 1959)
- Ameridion marvum (Levi, 1959)
- Ameridion moctezuma (Levi, 1959)
- Ameridion musawas (Levi, 1959)
- Ameridion paidiscum (Levi, 1959)
- Ameridion panum (Levi, 1959)
- Ameridion petrum (Levi, 1959)
- Ameridion plantatum (Levi, 1959)
- Ameridion progum (Levi, 1959)
- Ameridion quantum (Levi, 1959)
- Ameridion reservum (Levi, 1959)
- Ameridion rinconense (Levi, 1959)
- Ameridion ruinum (Levi, 1959)
- Ameridion schmidti (Levi, 1959)
- Ameridion signaculum (Levi, 1959)
- Ameridion signum (Levi, 1959)
- Ameridion tempum (Levi, 1959)
- Ameridion unanimum (Keyserling, 1891)